# Nolckenia margaritalis
Nolckenia margaritalis là một loài bướm đêm trong họ Crambidae.